# Castillejos de Alcorrín
El yacimiento arqueológico de los Castillejos de Alcorrín en Manilva (Málaga, España) se corresponde con un asentamiento fortificado que data de momentos iniciales del primer milenio a. C., en el que se insertan una serie de bastiones circulares en la línea de muralla.
La ejecución de este recinto, construido por gentes de tradición de la Edad del Bronce, se fecha en un contexto coetáneo a la presencia fenicia en Andalucía, en un momento que permitirá entender las relaciones establecidas entre ambas comunidades y la génesis del mundo ibérico.

## Descripción
Este yacimiento se localiza sobre un cerro cuya coronación es amesetadada y se encuentra separado por dos vaguadas. Se trata de un asentamiento fortificado que cuenta con una potente muralla que rodea todo el recinto, con bastiones circulares en uno de sus frentes. Las intervenciones han permitido datarlo a principios del primer milenio a. C., por lo tanto se adscribe a un horizonte cultural del Bronce Final.
El elemento más conocido es la muralla, siendo su sector norte el más documentado, donde se ha constatado que esta se apoya directamente sobre el suelo natural, excepto en las zonas en las que para salvar el desnivel se construye una zarpa o zócalo de grandes mampuestos. En cambio el sector oeste es el más monumental porque al tratarse de la parte de más fácil acceso se realiza un refuerzo de la muralla para garantizar la seguridad. Por otro lado el sector este es uno de los más interesantes porque enlaza con otro lienzo de la muralla mediante un bastión con una planta muy singular.
En el recinto destaca, por la época a la que se adscribe, un lienzo de muralla que conectaría con una posible torre avanzada que cumple una doble función, por un lado facilitar el acceso a un acuífero ubicado a los pies de dicha torre, que garantizaba el suministro de agua, y por otro lado la defensa desde una de las vaguadas.
Los estudios realizados indican que la técnica predominante en la construcción del perímetro es mediante mampostería, generalmente de mayor tamaño en el interior y que se rellena a base de ripios de pequeño tamaño. También dichas intervenciones han detectado un nivel de cronología romana de escasa potencia que quedó colmatado por un derrumbe sobre el que se localiza una unidad de gran potencia que data de finales del siglo VI.
Aparte de los elementos estructurales se han recuperado en los diversos trabajos de excavación una serie de bienes muebles, en concreto cerámica a mano y bruñida, donde predominan los cuencos carenados con perfiles suaves en S, así como ollas con motivos incisos, aunque también se han registrado algunos casos de cerámica a torno que se corresponderían con ánforas fenicias. Por otro lado en otra de las campañas se documentó un conjunto cerámico con predominio de cerámicas lisas, mientras que la cerámica decorada se representa mediante bandas de líneas paralelas entrecruzadas y otras de impresiones circulares.
Por otro lado, es relevante la presencia de malacofauna que revela la importancia del marisqueo como base de la subsistencia de los habitantes de este asentamiento, así como la documentación de escorias reflejan la actividad en este poblado de los procesos de transformación metalúrgica.